# Myrmosa atra atra
Myrmosa atra atra é uma subespécie de insetos himenópteros, mais especificamente de vespas pertencente à família Mutillidae.
A autoridade científica da subespécie é Panzer, tendo sido descrita no ano de 1801.
Trata-se de uma subespécie presente no território português.